# Paragamergomorphus longiceps
Paragamergomorphus longiceps är en insektsart som beskrevs av Synave 1956. Paragamergomorphus longiceps ingår i släktet Paragamergomorphus och familjen sköldstritar. Inga underarter finns listade i Catalogue of Life.